# Kandidat naoek

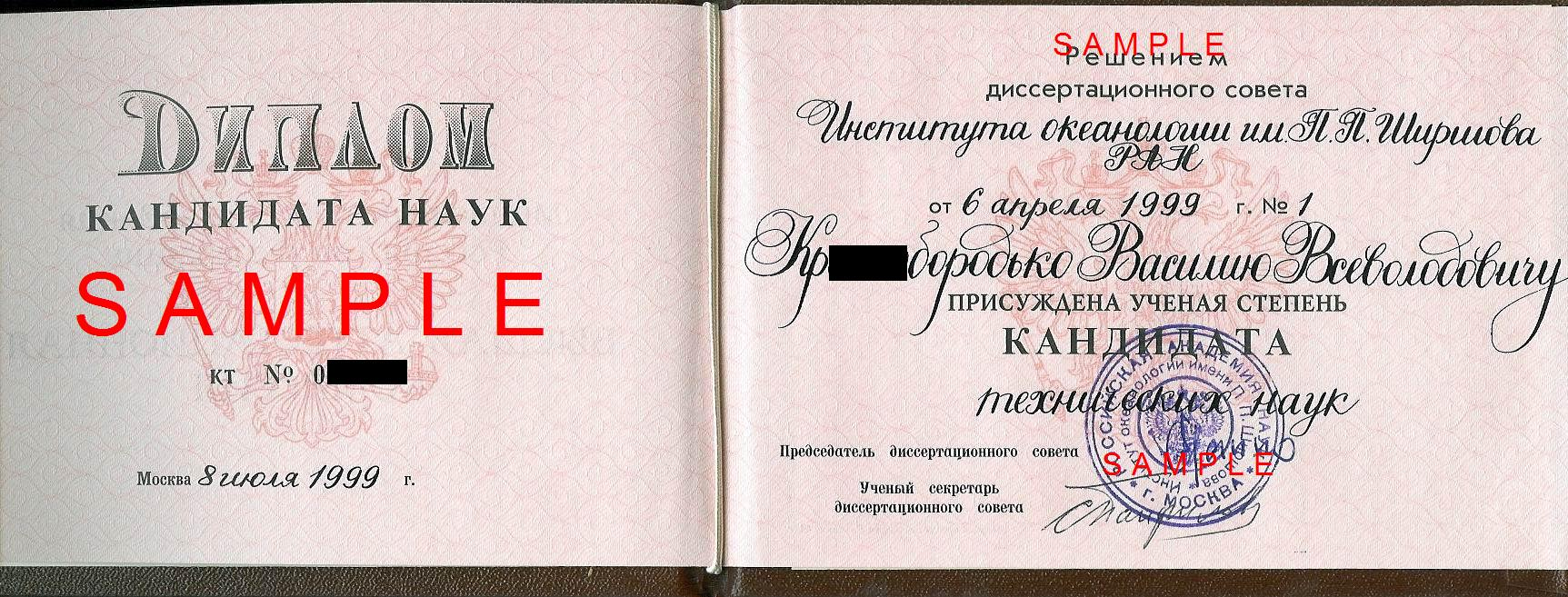
Diploma van een Kandidat naoek

Een kandidat naoek (Russisch: кандидат наук), kandidaat of Kandidaat der Wetenschappen is een drager van de eerste postuniversitaire wetenschappelijke graad in Rusland en enkele andere landen van de voormalige Sovjet-Unie, die wordt onderscheiden na een proefschrift (de titel doktor naoek is een graad hoger). De graad werd ingesteld op 13 januari 1934 door een besluit van de Raad van Volkscommissarissen van de Sovjet-Unie. Het kwam toen ook overeen met de doctorstitel (of PhD in de Angelsaksische wereld). In 1971 hadden 249.200 wetenschappers deze titel. Na het uiteenvallen van de Sovjet-Unie wordt het vaak gelijkgesteld aan de PhD-titel, maar niet altijd als zodanig internationaal erkend en soms wordt aanvullende certificatie vereist.
Het werk voor het proefschrift wordt normaal gesproken uitgevoerd tijdens een postuniversitaire studieperiode, aspirantoera (Russisch: аспирантура) genoemd, en wordt uitgevoerd binnen een onderwijsinstelling (zoals een universiteit) of een wetenschappelijk onderzoeksinstituut (zoals een instituut van de Academie van Wetenschappen). Ook kan de aspirantoera buiten de academia worden uitgevoerd. In uitzonderlijke gevallen kan de kandidaatstitel aan een persoon worden verleend op basis van het totaal van al zijn gepubliceerde wetenschappelijke werken.
Een noodzakelijke voorwaarde is het slagen voor een examinering genoemd kandidaat-minimum (Russisch: кандидатский минимум). In de Sovjet-Unie behoorden examens binnen het specialistische veld van de kandidaat tot het kandidaat-minimum, in een vreemde taal van zijn of haar keuze en in wetenschappelijk communisme. In het huidige Rusland is wetenschappelijk communisme vervangen door filosofie.
Het proefschrift wordt in onderwijs- en wetenschappelijke instituties gepresenteerd voor de Hoogste Attestatiecommissie (Russisch: высшая аттестационная комиссия, ВАК). De organisatie voor deze HAC's in de Sovjet-Unie heette de Hoogste Attestatiecommissie onder de Sovjetraad van Ministers; elke unierepubliek had zijn eigen HAC. Degene die de graad wil behalen moet hiervoor een "wetenschappelijke moderator" (Russisch: научный руководитель) hebben. De presentatie van het proefschrift wordt letterlijk "verdediging van het proefschrift" genoemd in het Russisch. Het proefschrift moet worden aangeleverd met officiële getuigschriften van meerdere reviewers, "opponenten" genoemd (Russisch: оппоненты). Het proefschrift wordt samengevat voor de commissie in een procedure die de "verdediging van het proefschrift" wordt genoemd, hetgeen gevolgd wordt door toespraken van de opponenten of het lezen van hun getuigschriften.
Er bestonden twee vormen van presentatie: "open verdediging" en "gesloten verdediging". "Open" houdt in dat iedereen wordt toegelaten bij de bijeenkomst, terwijl "gesloten" betekent dat alleen de directe betrokkenen worden toegelaten. De laatste vorm wordt gebruikt wanneer het onderwerp tot onderdeel van de staatsveiligheid wordt verklaard. Het was een publiek geheim dat "gesloten" proefschriften vaak geen wetenschappelijk niveau hadden en werden georganiseerd voor Sovjetapparatsjiks, die een baan moesten krijgen die volgens het statuut een wetenschappelijke graad vereiste.